# Festival della mente

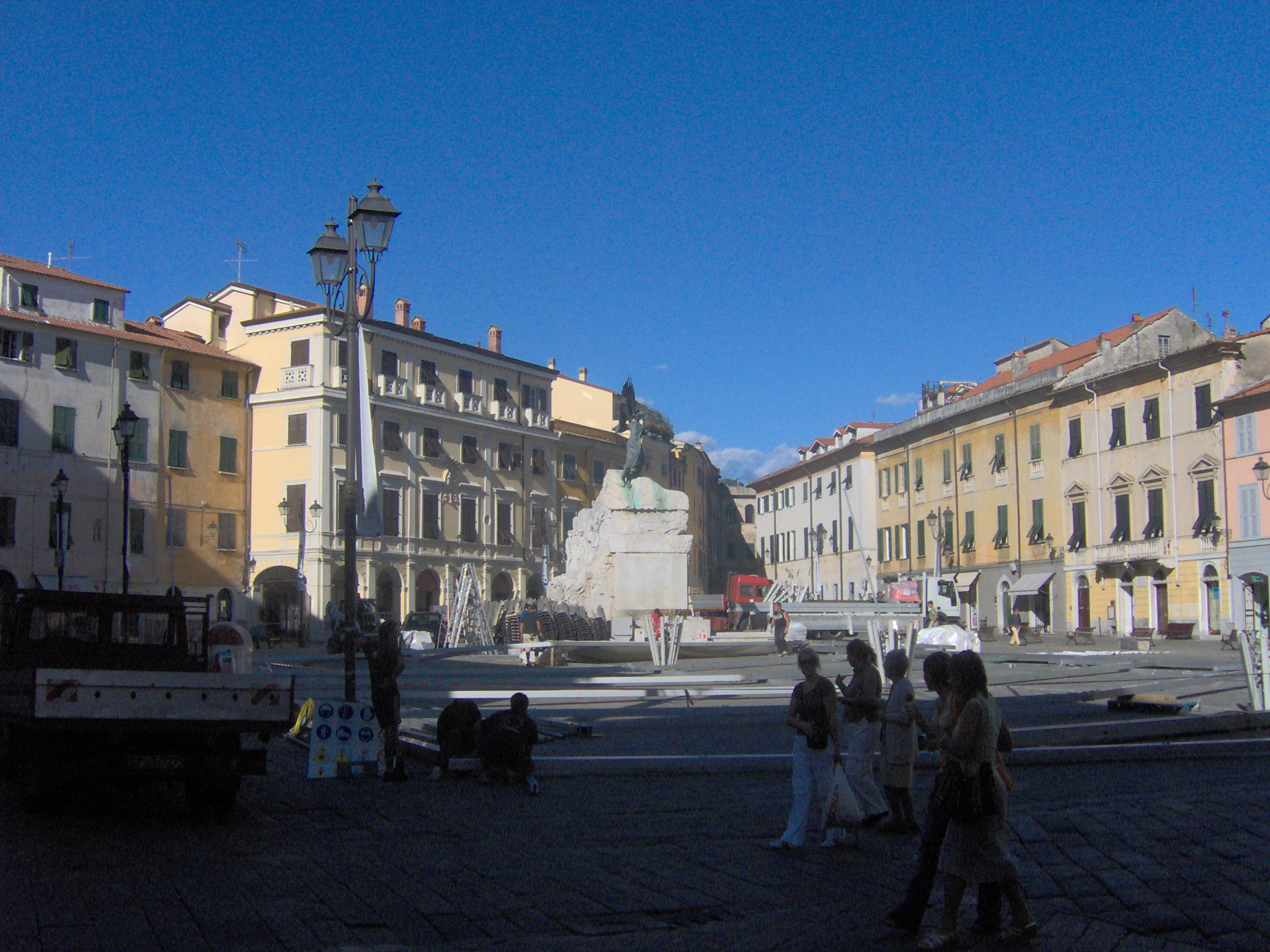
Piazza Matteotti

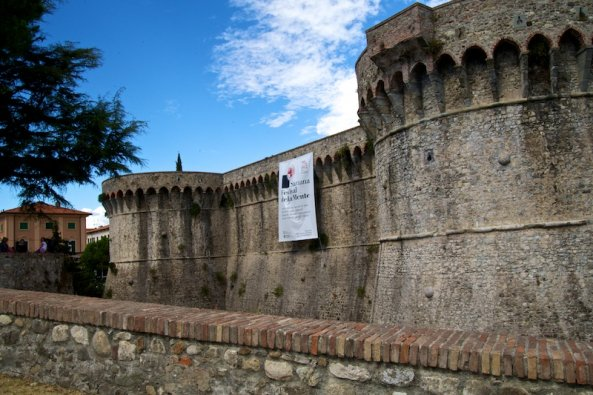
Fortezza Firmafede

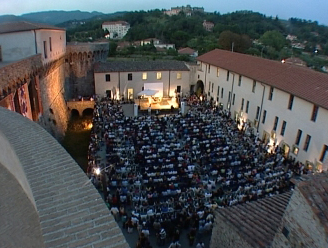
Il pubblico del Festival della Mente alla Fortezza Firmafede

Il Festival della mente, nato nel 2004 a Sarzana in Liguria da un'idea di Giulia Cogoli e Raffaele Cardone, è un festival di approfondimento culturale dedicato alla creatività e ai processi creativi. Ha una cadenza annuale e si svolge dal 2004 a Sarzana, in Liguria, il primo fine settimana di settembre. La manifestazione è strutturata in incontri, workshop e laboratori che si avvalgono della partecipazione di intellettuali e scienziati del panorama internazionale.

## Edizioni
|       | Anno | Tema | Pubblico | Direzione                                        |
| ----- | ---- | --- | -------- | ------------------------------------------------ |
| I     | 2004 | | 12.000   | Giulia Cogoli con Raffaele Cardone               |
| II    | 2005 | | 20.000   | Giulia Cogoli con Raffaele Cardone               |
| III   | 2006 | | 28.000   | Giulia Cogoli con Raffaele Cardone               |
| IV    | 2007 | | 30.000   | Giulia Cogoli con Raffaele Cardone               |
| V     | 2008 | | 34.000   | Giulia Cogoli                                    |
| VI    | 2009 | | 40.000   | Giulia Cogoli                                    |
| VII   | 2010 | | 40.000   | Giulia Cogoli                                    |
| VIII  | 2011 | | 45.000   | Giulia Cogoli                                    |
| IX    | 2012 | Conoscenza | 45.000   | Giulia Cogoli                                    |
| X     | 2013 | | 50.000   | Giulia Cogoli                                    |
| XI    | 2014 | Dedicato all'indagine approfondita e alla messa in scena della creatività in arti e campi diversi e all'analisi della complessa relazione fra generazioni nel contesto attuale                         |          | Giulia Cogoli                                    |
| XII   | 2015 | Responsabilità («È meglio assumere un sottosegretario che una responsabilità» - Leo Longanesi) | 45.000   | Benedetta Marietti e Gustavo Pietropolli Charmet |
| XIII  | 2016 | Spazio («Voglio spazio per cantare crescere / errare e saltare il fosso / della divina sapienza» - Alda Merini)                                                                                        |          | Benedetta Marietti e Gustavo Pietropolli Charmet |
| XIV   | 2017 | Rete («Le parole sono una rete per catturare la bellezza» - Tennessee Williams) | 45.000   | Benedetta Marietti                               |
| XV    | 2018 | Comunità («l’uomo è per natura un animale destinato a vivere in una comunità» - Aristotele) | 45.000   | Benedetta Marietti                               |
| XVI   | 2019 | Futuro («Il modo migliore per predire il tuo futuro è crearlo» - Abraham Lincoln) | 45.000   | Benedetta Marietti                               |
| XVII  | 2020 | Sogno («Ho in me tutti i sogni del mondo» - Fernando Pessoa) |          | Benedetta Marietti                               |
| XVIII | 2021 | Origine («La creatività è il carattere distintivo della nostra specie e ha come fine ultimo la comprensione di noi stessi» - Edward O. Wilson)                                                         | 15.000   | Benedetta Marietti                               |
| XIX   | 2022 | Movimento («La cosa più pericolosa da fare è rimanere immobili» - William S. Burroughs) | 26.000   | Benedetta Marietti                               |
| XX    | 2023 | Meraviglia («Meravigliarsi di ogni cosa è il primo passo della ragione verso la scoperta» - Louis Pasteur)                                                                                             |          | Benedetta Marietti                               |
| XXI   | 2024 | Gratitudine |          | Benedetta Marietti                               |
| XXII  | 2025 | Invisibile («Forse tutta la saggezza, tutta la verità, tutta la sincerità si trovano concentrate in quell’imponderabile momento del tempo in cui varchiamo la soglia dell’invisibile» - Joseph Conrad) |          | Benedetta Marietti                               |
| XXIII | 2026 | |          |                                                  |

## Struttura del festival

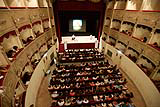
Il pubblico del Festival della mente al Teatro degli Impavidi

Il festival ha una durata di tre giorni (venerdì, sabato e domenica) ed è strutturato in una serie di incontri, laboratori, spettacoli con artisti, scienziati, filosofi, intellettuali italiani e stranieri. A partire dal 2015 gli ospiti del festival sono invitati a confrontarsi sul tema specifico dell'anno. 
Il programma include una sezione dedicata a bambini e ragazzi; questa sezione è curata dal 2004 al 2014 da Marina Cogoli Biroli e successivamente da Francesca Gianfranchi ed è realizzata con il contributo di Carispezia Credit Agricole. 
Il programma del festival è affiancato da altre iniziative e manifestazioni culturali: tra queste parallelaMente (un festival off che si svolge per le vie e per le piazze di Sarzana e che vede come protagonisti artisti e associazioni culturali del territorio) e creativaMente kids (una mostra di opere e oggetti dedicati al mondo dei bambini e progettati da artisti, illustratori e designer, sempre del territorio).
Gli incontri del festival dal 2004 sono registrati e resi accessibili online sul sito dell'istituzione.

### Sedi
Gli eventi del festival si svolgono in diverse sedi nel centro storico di Sarzana; tra cui piazza Matteotti, la Fortezza Firmafede, l'Istituto Parentucelli-Arzelà, la biblioteca civica Martinetti, il cinema Moderno e Villa Ollandini. La sede operativa del festival è il palazzo comunale di Sarzana dove è ospitato anche l'ufficio stampa e la libreria dello stesso.

### Organizzazione
Il festival è promosso dalla Fondazione Carispezia e dal Comune di Sarzana ed è diretto da Giulia Cogoli per i primi dieci anni (con Raffaele Cardone sino al 2007) e successivamente da Benedetta Marietti  (con Gustavo Pietropolli Charmet nel 2015 e 2016). Il festival coinvolge nella realizzazione e gestione degli eventi circa cinquecento volontari; i volontari sono ragazzi delle scuole superiori, universitari, insegnanti, membri delle associazioni del territorio e della società civile.

### Pubblicazioni e ricerche
I temi del Festival della mente sono oggetto di una collana di volumi pubblicata dalla casa editrice Laterza diretta da Giulia Cogoli (2008-2016). 
Nell'ambito del festival, la Fondazione Carispezia ha promosso una serie di ricerche curate da Giulia Cogoli sul funzionamento dei festival culturali inseriti nella collana "Strumenti", che comprende le ricerche di Guido Guerzoni Effettofestival 2008 L’impatto economico dei festival di approfondimento culturale, Effettofestival 2009 I festival di approfondimento culturale in Italia. Indagine sulle edizioni 2008/2009 e Effettofestival 2012 Festival di approfondimento culturale analizzati per la prima volta come beni culturali. Indagine sul le edizioni 2011; vi sono poi le ricerche Effettofestival adolescenti. Volontariato e impatto formativo dei festival di approfondimento culturale del 2013 e Ricerca sui nuovi festival culturali internazionali: temi, format, pubblico e palinsesti del 2015.

## Galleria d'immagini

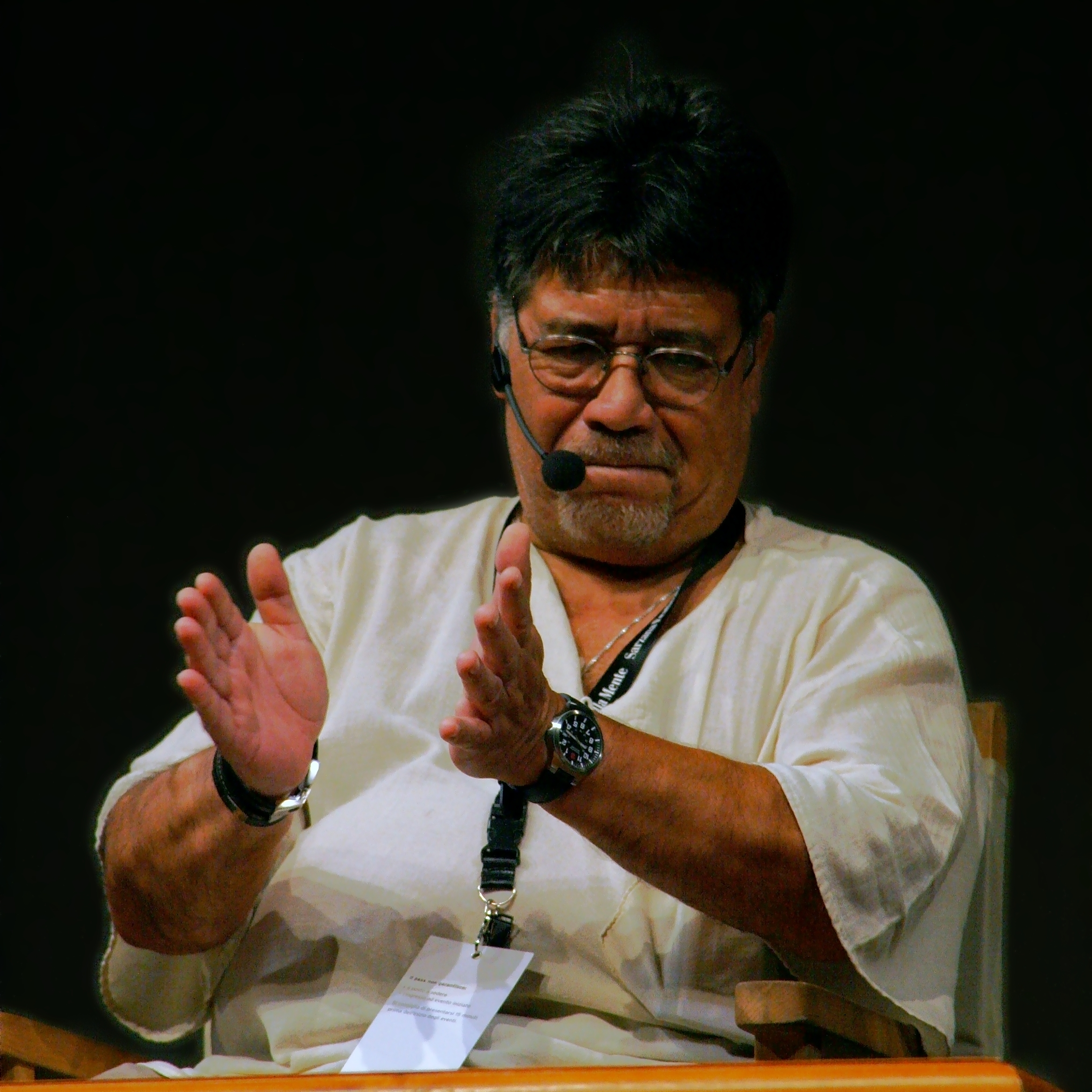
Luis Sepúlveda al Festival della Mente 2009
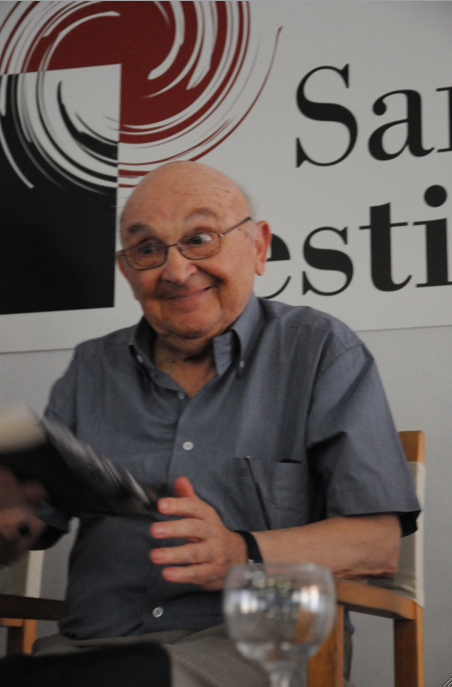
Aharon Appelfeld al Festival della Mente 2009
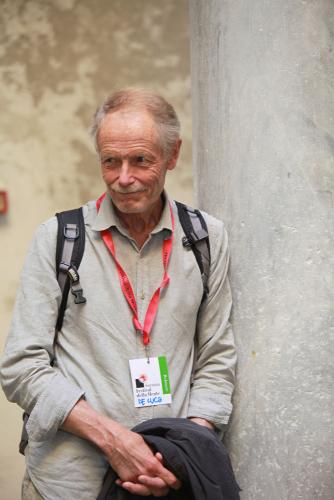
Erri De Luca al Festival della Mente 2012
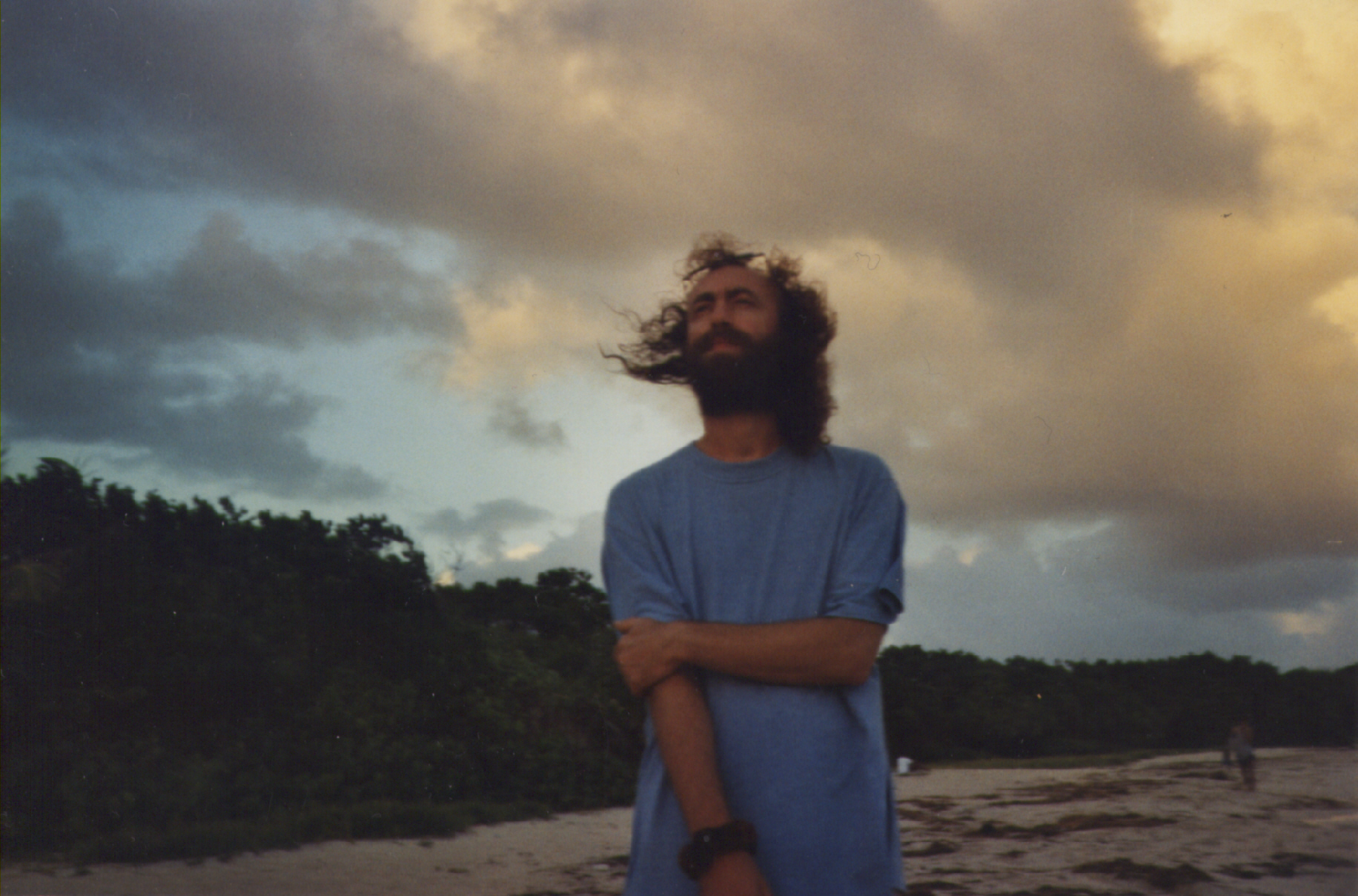
Vincent Tondo